# Перемога (посёлок, Харьковский район)
Перемога (укр. Перемога) — посёлок в составе города Харькова. Это поселение в 2012 году присоединили в состав города, но сам поселок юридически до сих пор не снят с учета. 
Код КОАТУУ — 6325157310. Население по переписи 2001 года составляет 199 (99/100 м/ж) человек.

## Географическое положение
Посёлок Победа находится на правом берегу реки Немышля,
выше по течению на расстоянии в 1,5 км расположено село Бражники,
ниже по течению примыкает город Харьков,
на противоположном берегу — пгт Кулиничи.

## История
- 1947 — дата основания.